# 大中站

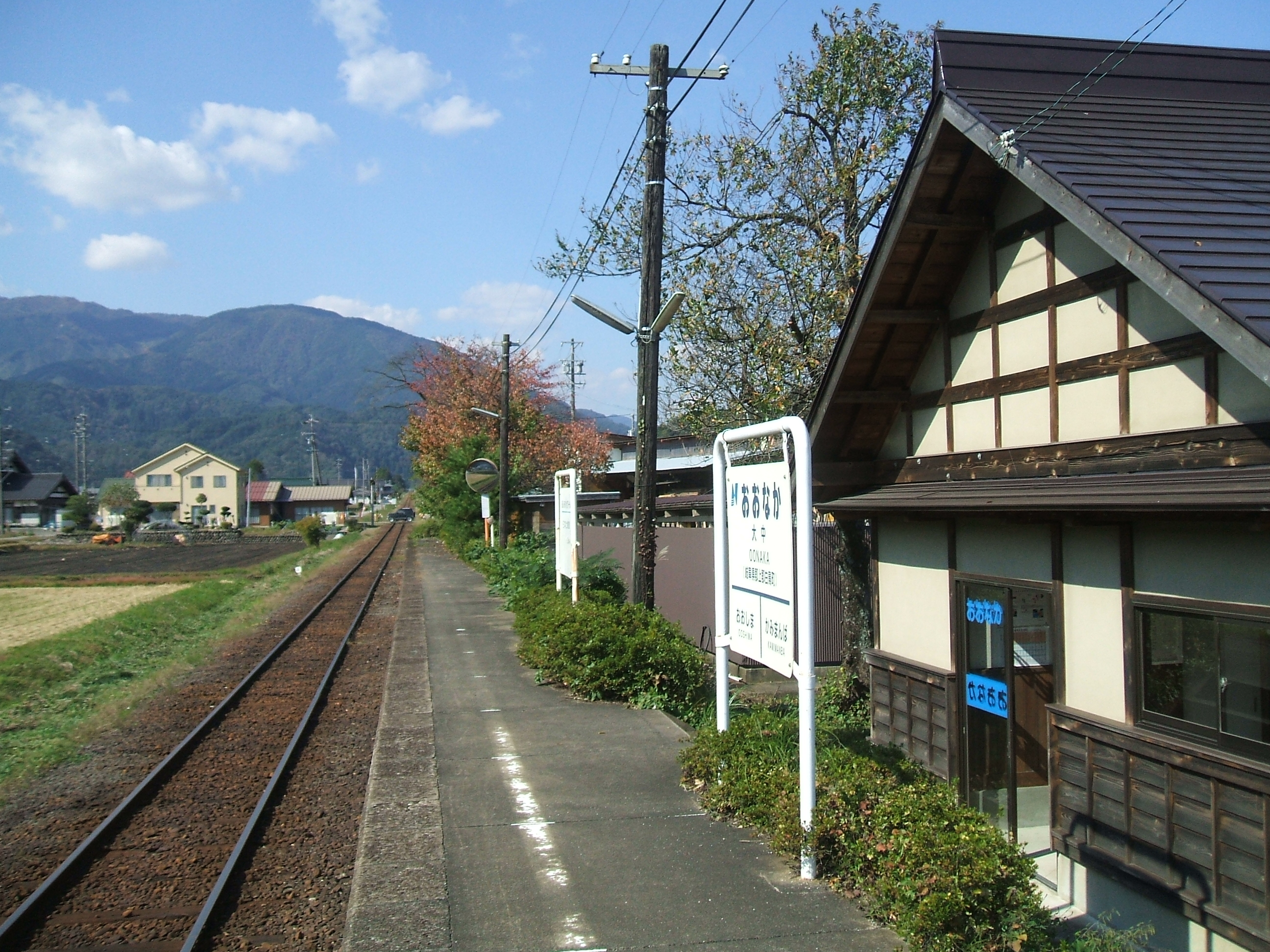
月台(2009年10月)

大中站（日语：／ Ōnaka eki */?）是位於岐阜縣郡上市白鳥町大島，長良川鐵道的越美南線車站。車站編號是32。

## 歷史
- 1933年（昭和8年）7月5日 - 鐵道省（國鐵）越美南線郡上八幡站至美濃白鳥站之間開通，此站啟用[1]。為旅客和貨物車站。
- 1974年（昭和49年）10月1日 - 結束貨物起卸業務[1]。
- 1986年（昭和61年）12月11日 - 國鐵越美南線由長良川鐵道接管，成為長良川鐵道車站[1]。

## 車站構造
本站是地面車站，設有1面1線單式月台。月台中央設有樓梯連接站房。此站是無人車站，沒有自動售票機。

## 使用狀況
| 年度               | 1日平均 乘車人次 | 1日平均 乘車人次 |
| ------------------ | ---------------- | ---------------- |
| 2011年（平成23年） | 2                |                  |
| 2012年（平成24年） | 5                |                  |
| 2013年（平成25年） | 2                |                  |
| 2014年（平成26年） | 3                |                  |
| 2015年（平成27年） | 2                |                  |

## 車站周邊
- 國道156號（岐阜巴士（日语：岐阜乗合自動車）八幡白鳥線：大中站前巴士站）
- 岐阜縣道52號白鳥板取線（日语：岐阜県道52号白鳥板取線）
- 長良川
- 寶林寺
- 郡上市立大中小學（日语：郡上市立大中小学校）
- 白鳥保齡球館

## 相鄰車站
長良川鐵道
越美南線
上萬場（31）－大中（32）－大島（33）

## 注腳
1. 1 2 3 4  曾根悟（監修）. 朝日新聞出版分冊百科編集部（編集） , 编. . 週刊朝日百科. 26号 長良川鉄道・明知鉄道・樽見鉄道・三岐鉄道・伊勢鉄道. 朝日新聞出版. 2011-09-18: 10-11 （日语）.

## 外部連結
- 大中站｜【官方網站】長良川鐵道株式會社 （页面存档备份，存于）（日語）